# Aleksandr Filimonov
Aleksandr Vladimirovich Filimonov - em russo, Александр Владимирович Филимонов (Yoshkar-Ola, 15 de outubro de 1973) é um futebolista russo.
O clube pelo qual é mais identificado é o Spartak Moscou, onde atuou entre 1996 e 2001. Jogou também por Stal Cheboksary, Druzhba Yoshkar-Ola, Fakel, Tekstilshchik, Dínamo de Kiev, Urałan Elista, FC Moscou, Nea Salamis, Kuban e Lokomotiv Tashkent.
Hoje defende o clube amador Dolgie Prudy. Pela Seleção Russa, jogou 16 partidas. Foi o terceiro goleiro da equipe na Copa de 2002. Ficou marcado por "dar de bandeja" um gol para o ucraniano Andriy Shevchenko, no play-off para definir uma vaga para a Eurocopa de 2000.